# Dampierre-sur-Boutonne
Dampierre-sur-Boutonne là một xã trong tỉnh Charente-Maritime trong vùng Nouvelle-Aquitaine, tây nam nước Pháp. Xã Dampierre-sur-Boutonne nằm ở khu vực có độ cao từ 31-83 mét trên mực nước biển.